# Gamaliel Churata
Gamaliel Churata, seudónimo de Arturo Pablo Peralta Miranda (Arequipa 19 de junio de 1897 - Lima, 9 de noviembre de 1969), fue un novelista, escritor, periodista y filósofo peruano. Exponente más alto de la fusión del vanguardismo y el indigenismo en América Latina. Recién la crítica literaria empieza su justa evaluación a partir de la década de 1990. Junto al Inca Garcilaso, Ricardo Palma, César Vallejo, Ciro Alegría y José María Arguedas está considerado como uno de los grandes "forjadores de la peruanidad" La obra de Churata puede considerarse como una de las elaboraciones más lúcidas y complejas frente a la cultura occidental. La contundencia de la respuesta churatiana lo convierte en un héroe cultural.

## Biografía
Miembro de una familia arequipeña de clase media que vivía en la calle Beaterio; allí transcurrieron sus primeros años al lado de sus hermanos y sus amigos de barrio. Vivió su infancia en Puno y fue estudiante de José Antonio Encinas en el Centro Escolar 881. Su padre, Demetrio Peralta Díaz, entre otros oficios, fue ebanista, y se adhirió ardorosamente a la grey adventista, tendencia que marcó a hierro las ideas de sus hijos.  La familia se mudó a Puno por cuestiones laborales. Allí crecieron Arturo y Alejandro, imbuidos del influjo bucólico del medio. En Puno, hallaron el numen de su creación literaria y motivaciones para una fecunda praxis política.  (Demetrio Peralta regresó a morir a Arequipa, ya readscrito al catolicismo).
Según registros de Ángel Torres, Churata fue sucesivamente fundador del grupo culturalista Bohemia Andina (1915), de la revista literaria La Tea (1917), del Centro Cultural Orkopata, en el cual colaboró con el dramaturgo quechua Inocencio Mamani, y del Boletín Titikaka (1919-1931). Señalado por algunos en su momento como uno de los cuatro grandes del movimiento indigenista peruano, junto a Manuel González Prada, su mentor espiritual, José Carlos Mariátegui y Víctor Raúl Haya de la Torre. Churata tenía ideas políticas radicales, de allí que influyó en la fundación puneña del Partido Comunista  en el Perú.
Fue junto con Carlos Oquendo de Amat el representante más importante de los escritores puneños de vanguardia.
Churata conformó al Grupo Orkopata al que se integrarían su hermano Alejandro Peralta, Emilio Vásquez, Emilio Armaza, Dante Nava, y Luis de Rodrigo. Este grupo que marcó el ritmo cultural de Puno y cuya influencia llegó a otras zonas del Perú, Argentina, Bolivia y Chile; editó el Boletín Titikaka, el mismo que en todas sus ediciones fuera reproducido facsimilarmente por la Universidad Nacional de San Agustín de Arequipa en el 2004, para ponerlo al alcance de las nuevas generaciones.

Llegó a Bolivia por primera vez en 1917, exiliado de su país por razones políticas. Luego de una corta estadía en La Paz, define a Potosí como su nueva residencia. Pese a permanecer allí menos de un año, desarrolla una intensa y fructífera labor, cuyo capítulo mayor se denomina Gesta Bárbara (1918), hito de la vida cultural boliviana. Allí se congregaron Carlos Medinaceli, José Enrique Viaña, Armando Alba, Saturnino Rodrigo y muchos otros que determinan uno de los puntos más altos de la actividad cultural en Potosí. Medinaceli reconoce su mérito así: 
"Churata, que tan impagable servicio ha prestado a nuestra cultura, él fue el iniciador, estro (estímulo) del movimiento Gesta Bárbara...".
En 1924 comenzó a utilizar el seudónimo de "Gamaliel Churata". Regresó a Bolivia en 1932, luego de sucederse varios conflictos políticos en su país, esta vez para permanecer por más de treinta años allí, hasta 1964. En La Paz publicó, en 1957, El pez de oro, su primera obra llevada al libro y escrita en décadas anteriores, donde mezcla mitos andinos con narraciones vanguardistas. En cuanto a los medios de prensa, estuvo ligado a La Semana Gráfica, uno de los más prestigiosos periódicos de Bolivia en ese tiempo, a la revista La Gaceta de Bolivia y los periódicos La Calle, Última Hora y otros.
En 2024, el Ministerio de Cultura a través del Viceministerio de Patrimonio Cultural e Industrias Culturales, declaró como Patrimonio Cultural de la Nación cuatro unidades bibliográficas de la obra El pez de oro: retablos del Laykhakuy (1957). Este reconocimiento fue posible gracias al trabajo conjunto entre la Biblioteca Nacional del Perú (BNP) y la Pontificia Universidad Católica del Perú (PUCP).

## Producción literaria
- El pez de oro (1957) Edición de 2012 de Helena Usandizaga
- Anales de Puno (1922-1924) (1999) Edición póstuma de Omar Aramayo
- Resurrección de los muertos (2010) Edición póstuma de Riccardo Badini
- Textos esenciales (2014) Recopilación a cargo de Wilmer Kutipa Luque
- Khirkhilas de la sirena (2017) Edición póstuma de Paola Mancosu

## El pez de oro
Obra cumbre de la vanguardia peruana, que fue publicada en el 2012, aunque escrita mucho antes. En su época y aún hoy resulta difícil de clasificar, pues en él encontramos hayllis, harawis, poemas líricos, trozos narrativos, capítulos de prosa poética; con los que Churata recrea motivos, leyendas y mitologías del Collao. Siendo al mismo tiempo una obra indigenista y surrealista; y por ello mismo un acto de libertad con las raíces bien puestas en la tierra. Omar Aramayo la considera la biblia del indigenismo. Se trata de una obra que, de acuerdo a los cánones actuales, es una estupenda respuesta dialógica a la cultura occidental.
Actualmente, Riccardo Badini, investigador italiano, y Wilber Solin Pacco Mamani vienen estudiando a profundidad la obra de Churata.

## Anales de Puno (1922-1924)
Conjunto de crónicas escritas entre 1922 y 1924 que narran los sucesos destacados en Puno. Se trata de una edición póstuma de 1999, dirigida por el poeta Omar Aramayo, quien en el prólogo destaca que en los Anales hay una defensa cerrada del indio. La crónica más importante presenta el levantamiento indígena de Wancho Lima. A través de sus páginas conocemos sobre la fiesta de la virgen de la Candelaria, las pandillas, el día de Puno, entre otros curiosos acontecimientos retratados por Churata.

## Resurrección de los muertos
Obra capital para ingresar al universo creador de Churata. En realidad se trata de una "conferencia" que amplía ideas planteadas en el El pez de oro ante un auditorio planetario. Los dos conferenciantes confrontados son el Profesor Analfabeto (intelectual iletrado de rasgos altiplánicos) y Platón, nada menos. El Profesor Analfabeto argumenta la calamidad que ha significado el culto a la razón y el lenguaje divorciado del canto, el grito y el gesto animales; de lo cual solo logra redimirlo la poesía. Sostiene, el iletrado rival de Platón, que los Incas fueron la expresión política "más alta de todos los tiempos" y a la vez un pueblo que desconoció la escritura alfabética.